# Syntrichia scabrinervis
Syntrichia scabrinervis är en bladmossart som beskrevs av Richard Henry Zander 1993. Syntrichia scabrinervis ingår i släktet skruvmossor, och familjen Pottiaceae. Inga underarter finns listade i Catalogue of Life.